# Fiódor Sologub
Fiódor Sologub (en ruso Фёдор Сологуб) nació con el nombre de Fiódor Kuzmich Tetérnikov, (1 de marzo de 1863 - 5 de diciembre de 1927). Poeta y novelista ruso, uno de los escritores más importantes del simbolismo ruso.
Fue hijo de una familia proletaria, y quedó pronto huérfano de su padre, sastre; la madre, una campesina, entró al servicio del hogar de los Agápov. El niño pudo permanecer junto a ella, y, así, en casa de tales señores oyó hablar del pasado y pudo escuchar música y canto por famosos artistas. De esta suerte se aficionó al arte y al teatro, y tuvo ocasión de leer mucho. 
Posteriormente estudió en el Instituto Pedagógico, del cual salió con el diploma de maestro, Empezó entonces a componer versos, escribió la primera novela, Sueños angustiosos (Тяжёлые сны), e inició otra, El demonio mezquino (Мелкий бес), publicada muchos años después. Luego de haber enseñado en varias escuelas de provincias se estableció en 1892 en San Petersburgo, donde conoció a Dmitri Merezhkovski y Zinaída Guipius, y viose alentado en su carrera de escritor. Sin embargo, no lo llevó a renunciar inmediatamente de la profesión docente: ejercida ésta durante algunos años todavía, alcanzó Sologub en 1899 la categoría de inspector de una importante institución de la capital. 
En el ámbito de la escuela decadente-simbolista fue adquiriendo una fama cada vez mayor a través de algunos tomos de versos que revelaban, más bien que las obras en prosa, la originalidad de su evolución espiritual, desde el demonismo hasta la conciencia de lo divino en el amor y en la belleza, y el límpido clasicismo de su lenguaje, en muchos aspectos próximo al de los parnasianos franceses. Jalonan las principales etapas de su producción poética los volúmenes Poesías de 1896 y 1904, y El círculo ardiente, de 1908, y las de su prosa, luego de Sueños angustiosos y El demonio mezquino, La leyenda que se va creando (1908-12), Más dulce que el veneno (1911) y, finalmente, La encantadora de serpientes (1921). Las dos revoluciones que conoció no influyeron mucho en su vida privada; durante la de 1905, limitóse a colaborar en revistas satíricas revolucionarias, y en la de 1917 permaneció casi indiferente. El suicidio de su esposa, la escritora Anastasia Chebotarévskaia, acontecido en 1921 y en circunstancias misteriosas, constituyó para Sologub un golpe del cual no se rehízo ya. Poco o nada escribió en el curso de los pocos años de existencia que todavía le quedaban. Figura anteriormente compleja (como lo demuestran, en parte, las diversas y variadas experiencias teatrales, desde El don de las sabias abejas hasta Los rehenes de la vida), guarda, posiblemente, la clave de su personalidad en el íntimo enlace entre los elementos fantástico y realista que caracterizan sus obras.

## Obras en español
- El trasgo, traducción de Nicolás Tasin, Ed. Calpe, 1920.
- Un pequeño demonio, traducción de Manuel Abella, Ed. Mármara, Madrid, 2020.

## Adaptaciones cinematográficas
- El demonio mezquino